# Samho-eup
Samho-eup (koreanska: 삼호읍)  är en socken i kommunen Yeongam-gun i provinsen Södra Jeolla i den sydvästra delen av Sydkorea, 315 km söder om huvudstaden Seoul. Det är den största orten i kommunen.